# Yuliya Pakhalina
Yuliya Vladimirovna Pakhalina (Penza, 12 de setembro de 1977) é uma saltadora russa. Especialista no trampolim, campeã olímpica 

## Carreira
Yuliya Pakhalina representou seu país nos Jogos Olímpicos de Verão de 2000 a 2008, na qual conquistou uma medalha de ouro, no trampolim sincronizada com Vera Ilyina, em Sydney 2000 e medalha de prata em 2004 e em 2008. Ainda no trampolim individual conquistou uma prata e bronze. 